# Richard Evans Schultes
Richard E. Schultes (* 12. Januar 1915 in Boston; † 10. April 2001 ebenda) war ein US-amerikanischer Biologe. Er gilt als „Vater der Ethnobotanik“ und war eine anerkannte Koryphäe auf dem Gebiet der halluzinogenen und medizinisch nutzbaren Pflanzen. Über die Jahrzehnte dokumentierte Schultes im Amazonas-Gebiet mehr als 2000 Arzneipflanzen der indianischen Ureinwohner. Sein offizielles botanisches Autorenkürzel lautet „R.E.Schult.“; mehr als 120 Spezies tragen seinen Namen, darunter die Orchidee Pachyphyllum schultesii.   

## Leben und Schaffen
Richard E. Schultes kam als Sohn deutscher Einwanderer, eines Klempners und einer Hausfrau, in Neuengland zur Welt. Als er im Alter von fünf Jahren aufgrund eines Magenleidens mehrere Monate bettlägerig auf dem Zimmer verbringen musste, vertiefte er sich in die Aufzeichnungen eines Botanikers über den Amazonas und die Anden aus der Feder des britischen Naturforschers Richard Spruce. Das Buch machte einen solchen Eindruck auf das Kind, dass Richard beschloss, in die Fußstapfen des Namensvetters zu treten.
Schultes bekam ein Harvard-Stipendium und graduierte mit einer wissenschaftlichen Arbeit über die bewusstseinsverändernde Wirkung von Peyote bei den Kiowa-Indianern in Oklahoma, die auf diese Weise mit ihren Vorfahren in Kontakt traten. Für seine Doktorarbeit untersuchte er Pflanzen, die bei den Indianern des süd-mexikanischen Staates Oaxaca verwendet wurden. Dabei stieß er auch auf die Samen der Prunkwinde, die LSA, eine dem LSD ähnliche Substanz, enthalten.
Ab 1941 folgte Richard Schultes den Spuren seines Vorbildes Richard Spruce und verbrachte viele Monate und Jahre in den Amazonas-Wäldern Kolumbiens. Während dieser Zeit lebte er mit den Ureinwohnern, nahm an deren Ritualen teil und konnte auf diese Weise unter anderem Curare, ein hochkonzentriertes Pfeilgift der Indios, untersuchen.
Schultes war ab 1953 Kurator des Oakes Ames Orchid Herbarium der Harvard University und ab 1970 Direktor des Harvard Botanical Museum sowie Edward Jeffrey Professor of Biology.

## Rezeption
Seine Untersuchungen von Halluzinogenen wie Peyote und Yage bescherte Richard E. Schultes’ Publikationen über die Fachwelt hinaus große Aufmerksamkeit. Seine Erkenntnisse fanden auch bei Vertretern der sogenannten Gegenkultur, wie Aldous Huxley, William S. Burroughs und Carlos Castaneda, die bewusstseinsverändernde Drogen zur Selbst- und Bewusstseinserforschung propagierten, einige Beachtung. Den achtlosen Freizeitgebrauch der Indianerdrogen verachtete Schultes, ihm ging es um den medizinischen Nutzen der pflanzlichen Wirkstoffe.
Richard E. Schultes als historische Persönlichkeit spielte eine wesentliche, aber fiktive Rolle in dem kolumbianischen Abenteuerfilm Der Schamane und die Schlange aus dem Jahr 2015. Dargestellt wurde Schultes darin von dem Schauspieler Brionne Davis.

## Ehrungen und Auszeichnungen
- 1957: Mitglied der American Academy of Arts and Sciences
- 1971: Mitglied der National Academy of Sciences
- 1983: Cruz de Boyacá, die höchste Auszeichnung der Republik Kolumbien
- 1984: Goldmedaille des World Wildlife Fund[4]
- Seit 1986 trägt ein geschütztes Gebiet im kolumbianischen Regenwald den Namen Sector Schultes.[5]
- 1992: Goldmedaille der Linnean Society of London (Linné-Medaille)
- Nach ihm benannt sind die Pflanzengattungen Resia H.E.Moore aus der Familie der Gesneriengewächse (Gesneriaceae), Schultesianthus Hunz. aus der Familie der Nachtschattengewächse (Solanaceae) und Schultesiophytum Harling aus der Familie der Scheibenblumengewächse (Cyclanthaceae).[6]

## Schriften
- 1976: Hallucinogenic Plants, illus. Elmer W. Smith. New York: Golden Press, ISBN 0-307-24362-1.
- 1979: mit Albert Hofmann: Plants of the Gods: Origins of Hallucinogenic Use. New York: McGraw-Hill, ISBN 0-07-056089-7.
- 1980: mit Albert Hofmann: The Botany and Chemistry of Hallucinogens, 2nd ed. Springfield, Ill.: Thomas, ISBN 0-398-03863-5.
- 1982, mit William A. Davis und Hillel Burger: The Glass Flowers at Harvard. New York: Dutton, ISBN 0-525-93250-X.
- 1988: Where the Gods Reign. Plants and Peoples of the Colombian Amazon. Oracle, Ariz.: Synergetic Press, ISBN 0-907791-13-1.
- 1990, mit Robert F. Raffauf: The Healing Forest. Medicinal and Toxic Plants of the Northwest Amazonia. Portland, Or.: Dioscorides Press, ISBN 0-931146-14-3.
- 1992: mit Robert F. Raffauf: Vine of the Soul. Medicine Men, Their Plants and Rituals in the Colombian Amazonia. Oracle, Ariz.: Synergetic Press, ISBN 0-907791-24-7.
- 1995: mit Siri von Reis (als Herausgeber): Ethnobotany: Evolution of a Discipline. Portland, Or.: Dioscorides Press, ISBN 0-931146-28-3.
- 1998: mit Albert Hofmann (Hg.) und Christian Rätsch (Revision): Pflanzen der Götter. Die magischen Kräfte der bewusstseinserweiternden Gewächse. Mit Pflanzenlexikon und Übersicht zur Anwendung, Aarau 1998, ISBN 3855026459.

## Einzelbelege
1. ↑  Jonathan Kandell: Richard E. Schultes, 86, Dies; Trailblazing Authority on Hallucinogenic Plants, Nachruf in: The New York Times vom 13. April 2001. (englisch)
2. ↑  Richard Evans Schultes, jungle botanist, died on April 10th, aged 86 In: The Economist vom 3. Mai 2001. (englisch)
3. ↑  Jonathan Kandell: Richard E. Schultes, 86, Dies, Nachruf vom 13. April 2001.
4. ↑  http://www.global500.org/index.php/thelaureates/online-directory/item/199-richard-evans-schultes.
5. ↑  Jonathan Kandell: Richard E. Schultes, 86, Dies, Nachruf vom 13. April 2001.
6. ↑  Lotte Burkhardt: Verzeichnis eponymischer Pflanzennamen – Erweiterte Edition. Teil I und II. Botanic Garden and Botanical Museum Berlin, Freie Universität Berlin, Berlin 2018, ISBN 978-3-946292-26-5, doi:10.3372/epolist2018.

| Personendaten    | Personendaten               |
| ---------------- | --------------------------- |
| NAME             | Schultes, Richard Evans     |
| ALTERNATIVNAMEN  | Schultes, Richard E.        |
| KURZBESCHREIBUNG | US-amerikanischer Botaniker |
| GEBURTSDATUM     | 12. Januar 1915             |
| GEBURTSORT       | Boston                      |
| STERBEDATUM      | 10. April 2001              |
| STERBEORT        | Boston                      |